# Conopia
Conopia är ett släkte av fjärilar. Conopia ingår i familjen glasvingar.

## Dottertaxa tillConopia, i alfabetisk ordning[1]
- Conopia acerrubri
- Conopia albicornis
- Conopia albiventris
- Conopia alenicola
- Conopia angarides
- Conopia anisozona
- Conopia aurifera
- Conopia aurigera
- Conopia auriplena
- Conopia auritincta
- Conopia auronitens
- Conopia bolteri
- Conopia calamisa
- Conopia chalybea
- Conopia chibensis
- Conopia choosensis
- Conopia clavicornis
- Conopia concavifascia
- Conopia dasyproctos
- Conopia donckieri
- Conopia flava
- Conopia flavicaudata
- Conopia gabuna
- Conopia galloisi
- Conopia guineabia
- Conopia hector
- Conopia howqua
- Conopia ignicauda
- Conopia iris
- Conopia javana
- Conopia leucogaster
- Conopia longipes
- Conopia maculiventris
- Conopia modesta
- Conopia monozona
- Conopia mushana
- Conopia nihonica
- Conopia nuba
- Conopia olenda
- Conopia opalizans
- Conopia paupera
- Conopia pensilis
- Conopia pentazona
- Conopia peruviana
- Conopia phasiaeformis
- Conopia platyuriformis
- Conopia proxima
- Conopia quercus
- Conopia rhodothictis
- Conopia richardsi
- Conopia rubripes
- Conopia scarabitis
- Conopia setodiformis
- Conopia simois
- Conopia subauratus
- Conopia subtillima
- Conopia tenuis
- Conopia tenuiventris
- Conopia theobroma
- Conopia tricincta
- Conopia unicincta
- Conopia unocingulata
- Conopia velox
- Conopia versicolor
- Conopia volaria
- Conopia xanthomelanina
- Conopia xanthonympha
- Conopia xanthosticta